# God of War (jeu vidéo, 2005)
Pour la série, voir God of War (série). Pour le jeu vidéo de 2018, voir God of War (jeu vidéo, 2018).
Pour les articles homonymes, voir Gow.
God of War (littéralement « Dieu de la Guerre ») est un jeu vidéo d'action-aventure et hack n' slash développé par Santa Monica Studio et publié par Sony Computer Entertainment (SCE). D'abord sorti le 22 mars 2005 sur PlayStation 2 aux États-Unis, le jeu arrive en Europe le 22 juin. God of War est le premier jeu d'une longue série, le troisième par ordre chronologique. Largement inspiré de la mythologie grecque, le récit se passe en Grèce antique avec la vengeance comme thème central. Le joueur est aux commandes de Kratos, un guerrier spartiate qui sert les dieux Olympiens. La déesse Athéna donne à Kratos la mission de tuer Arès, le dieu de la Guerre et ancien mentor du protagoniste qui l'a précédemment trompé et manipulé afin que celui-ci tue sa femme et sa fille. Alors qu'Arès attaque la ville d'Athènes à cause de sa haine pour Athéna, Kratos part en quête d'un objet capable de stopper le Dieu une fois pour toutes : la boîte de Pandore.
Le gameplay de God of War se concentre sur des combats à base de combo, grâce à l'arme acquise par le protagoniste, les Lames du Chaos, et une seconde arme acquise plus tard dans le jeu. Il présente également des quick time events (ou QTE) qui requièrent au joueur de compléter des séquences précises avec la manette en un temps donné pour vaincre certains ennemis et les boss. Le joueur peut utiliser quatre attaques magiques ainsi qu'une capacité qui booste la puissance parmi d'autres options de combat. Le jeu possède également des éléments de puzzles et de plates-formes.
God of War est encensé par la critique spécialisée partout dans le monde, notamment loué pour son graphisme, sa bande-son, son histoire ainsi que son système de jeu. Le jeu a été cité comme l'un des meilleurs jeux de tous les temps. Considéré comme l'un des meilleurs jeux d'action-aventure de la plateforme, il a remporté plusieurs récompenses du jeu de l'année. En 2009, le site IGN a nommé God of War comme le septième meilleur jeu de l'histoire de la PlayStation 2. Le jeu s'est vendu à plus de 4,6 millions d'exemplaires en juin 2012, faisant de lui le quatorzième jeu le plus vendu de l'histoire de la PlayStation 2. Son succès donnera naissance à une franchise qui verra apparaître huit jeux supplémentaires ainsi qu'une adaptation dans d'autres médias. God of War et sa suite, God of War II, ont été remastérisés dans l'opus God of War Collection, sorti sur PlayStation 3 en novembre 2009 et étendu à la PlayStation Vita en 2014. En 2012, cette version remasterisée est incluse dans le jeu God of War Saga, également sorti sur PlayStation 3.

## Trame

### Univers
God of War se situe dans une version alternative de la Grèce antique peuplée par les dieux Olympiens, les Titans, et autres créatures mythologiques grecques. À l'exception des flashbacks, les événements du jeu se passent entre ceux des jeux Chains of Olympus (2008) et Ghost of Sparta (2010). Il y a six lieux explorés, incluant des versions fictionnelles de lieux réels, la mer Égée et Athènes ; ainsi que des lieux fictionnels comme le Désert des Âmes Perdues, le Temple de Pandore, les Enfers, et une brève scène au mont Olympe. Le décor en mer Égée présente une armada de navires brisés ; Athènes devient un champ de bataille sous l'assaut d'Arès ; et le Désert des Âmes Perdues est un vaste désert composé de ruines où y règne des vents violents. La majorité du jeu se déroule dans le Temple de Pandore, accroché sur le dos du Titan Cronos, qui vogue en plein désert. La gigantesque structure, construite par l'architecte Pathos Verdes III, est remplie de pièges et de monstres, et a trois labyrinthes érigés et conçus en honneur d'Atlas, Poséidon et Hadès. Les Enfers sont une dimension avec des piliers recouverts d'âmes et d'ennemis déjà vaincus, qui sont enflammés. Athènes est la scène du combat final et la conclusion se déroule au mont Olympe, dans la salle du trône.

### Personnages
Le protagoniste du jeu est Kratos (Terrence C. Carson), un guerrier spartiate qui sert les dieux de l'Olympe. Parmi les autres personnages, on retrouve de nombreux dieux Grecs, dont Athéna (Carole Ruggier), la déesse de la sagesse ainsi que l'alliée et mentor de  Kratos ; Arès (Steven Blum), le dieu de la guerre et principal antagoniste ; Poséidon (Fred Tatasciore), le dieu de la mer et des océans ; Aphrodite (Carole Ruggier), la déesse de l'amour et de la sensualité ; Zeus (Paul Eiding), le roi des dieux ; Artémis (Claudia Black), la déesse de la chasse ; et Hadès (Nolan North), le dieu des enfers. Les personnages mineurs comprennent l'oracle d'Athènes (Susan Blakeslee), le fossoyeur (Paul Eiding), le brûleur de corps (Christopher Corey Smith) et le capitaine du bateau (Keith Ferguson). D'autres personnages apparaissent en flashbacks, dont la femme de Kratos, Lysandra (Gwendoline Yeo), sa fille Calliope, le roi Barbare, et l'oracle du village (Susan Blakeslee). Le jeu est narré par Linda Hunt,.

### Intrigue
Après 10 ans à servir les dieux de l'Olympe, Kratos, leur champion, a perdu tout espoir et décide de sauter de la plus haute montagne de la Grèce. L'histoire remonte en arrière pour raconter les évènements qui l'ont poussé à se suicider. Trois semaines plus tôt, Kratos est envoyé par Poséidon tuer l'Hydre qui ravage les navires de la flotte grecque sur la mer Égée. Après s'être acquitté de cette tâche, Kratos appelle la déesse Athéna. Depuis qu'il est au service des dieux, il souhaite enfin obtenir la récompense qu'il désire plus que tout : l'oubli des horreurs qu'il a commises par le passé. Avant d'accéder à sa requête, Athéna lui demande d'intervenir en sa faveur. En effet, son frère Arès a attaqué sa ville, Athènes, avec son armée de monstres tout droit sortis des Enfers. Mais comme Zeus a interdit tout conflit direct entre les dieux, elle ne peut intervenir directement. Athéna est formelle : seul un mortel entraîné par un dieu aura une chance de vaincre un autre dieu. Elle s'engage par ailleurs à ce que les dieux de l'Olympe pardonnent à Kratos ses actes passés en cas de succès. Arrivé à Athènes, Kratos se fraye un chemin entre cyclopes, morts-vivants et Gorgones, durant lequel il reçoit l'aide d'Aphrodite et de Zeus, et voit Arès mener l'assaut sur la ville.
Des flashbacks nous révèlent que Kratos est à l'origine un capitaine de l'armée spartiate à l'envie insatiable de batailles. Il a mené ses hommes à d'innombrables victoires avant d'être vaincu par un roi barbare et sa horde. Face à la mort, Kratos implore Arès, le dieu de la Guerre,  de sauver ses hommes et de lui conférer le pouvoir de détruire ses ennemis, en échange de quoi il accepte de le servir. Arès accepte et attache les Lames du Chaos, une paire de lames à chaînes forgées au fin-fond du Tartare, aux bras de son nouveau serviteur. Kratos, maintenant équipé des lames, décapite le roi barbare. Désormais au service d'Arès, il répandra la guerre en son nom, attaquant même un village occupé par des servants d'Athéna. À l'insu de Kratos, Arès avait secrètement transporté la femme et la fille de Kratos dans le village que celui-ci était chargé de détruire. Durant son attaque au temple du village, Kratos les tue accidentellement dans une rage aveugle. Tandis qu'Arès avait planifié ce massacre afin que Kratos se détache de son humanité et devienne le guerrier ultime ; Kratos, horrifié et attristé par son acte, renonce désormais à servir le dieu de la Guerre et jure de se venger de lui.  Sur le parvis du temple embrasé, l'Oracle du village maudit le guerrier : les cendres de sa femme et de sa fille mortes de ses mains s'incrustent sur sa peau et la teintent à jamais d'un blanc surnaturel. Kratos reçoit dès lors le surnom de « Fantôme de Sparte ». Depuis cette nuit, Kratos est continuellement la proie de cauchemars lui remémorant ses crimes et qui le font peu à peu sombrer dans la folie.
Continuant sa quête à Athènes, Kratos rencontre un étrange fossoyeur qui creuse une tombe au beau milieu du champ de bataille avant d'atteindre finalement le Temple de la ville. Sur place, l'Oracle lui révèle que le seul moyen qu'il ait de vaincre un dieu est d'entrer en possession de la Boîte de Pandore, enfermée au fond du Temple de Pandore, que le Titan Cronos est condamné à porter sur son dos dans le désert des Âmes Perdues depuis la Grande Guerre. Kratos parvient à accéder au temple de Pandore, malgré le chant envoûtant des sirènes. Le garde du lieu, premier homme à avoir tenté de déjouer les pièges du Temple, sans succès, lui ouvre les portes. Il parvient à survivre aux épreuves et aux pièges, trouvant finalement la boîte de Pandore. Mais depuis Athènes, Arès le ressent et saisit un énorme pilier avant de le lancer sur Kratos, qui se retrouve empalé et meurt en voyant des harpies au service d'Arès emmener la boîte.
Kratos se retrouve aux Enfers, mais ne se résigne pas. Une corde opportune lui permet finalement de sortir en se hissant jusqu'à sortir des Enfers par la tombe que creusait le fossoyeur, au cœur d'Athènes. Kratos s'empresse de rejoindre Arès afin de lui reprendre la boîte de Pandore et l'ouvrir. Kratos devient alors suffisamment grand et puissant pour défier le dieu de la Guerre. Après un premier affrontement, Arès utilise ses pouvoirs pour créer l'illusion d'une armée de Kratos démoniaques voulant à nouveau massacrer sa femme et sa fille, ramenées pour l'occasion à la vie par le dieu cruel. Mais Kratos parvient cette fois à protéger sa famille. Pris d'une rage folle, Arès arrache du corps de Kratos ses Lames du Chaos, et le prive de tous les pouvoirs conférés par les autres dieux au cours de son périple. Pour pouvoir vaincre son ancien maître, Kratos s'arme alors de la lame sur la grande statue d'Athéna, dernier cadeau des dieux, et terrasse enfin le dieu de la Guerre.
Athènes est sauvée. Kratos peut réclamer son dû à Athéna, qui tient sa promesse : les dieux pardonnent à Kratos ses fautes passées, mais ne lui permettent pas d'oublier ses actes. De retour au présent, Kratos, se sentant trahi et abandonné, tente de se suicider en se précipitant de la plus haute des falaises de la Grèce. Mais une force l'empêche de s'écraser et l'emmène au mont Olympe. Il est accueilli par Athéna qui le récompense pour ses actions en lui offrant une nouvelle paire de lames ainsi que le trône vacant du dieu de la Guerre. Kratos pénètre dans l'Olympe, et prend place sur le siège qui est désormais le sien, celui du dieu de la Guerre.

## Système de jeu
Le joueur dirige Kratos dans une vue « à la troisième personne ».
Les angles de vue sont composés de plans fixes ou de travelling pré-calculés permettant une grande visibilité de l'action et assurant une réalisation quasi-cinématographique. Bien que centré sur l'action, le jeu comprend également des phases de plate-forme et d'exploration. Le jeu est extrêmement dynamique, l'action y est frénétique : il est possible de combattre jusqu'à une dizaine d'ennemis en même temps, de les agripper, de les projeter en l'air, en réalisant des combos dévastateurs. Une fois que Kratos a suffisamment affaibli un monstre (par exemple un cyclope), il peut l'achever en exécutant un Quick Time Event sanglant qui nécessite d'appuyer sur les bonnes touches au bon moment.
Par défaut Kratos est doté des Lames du Chaos, deux larges lames attachées chacune à une chaîne, elles-mêmes « soudées » sur la peau de ses avant-bras. Au cours du jeu, les dieux de l'Olympe viennent en personne pour lui donner de nouvelles armes et des « pouvoirs divins » qui lui permettent de varier ses attaques et qui peuvent être améliorés. Kratos reçoit également la capacité de nager indéfiniment sous l'eau grâce au Trident de Poséidon.
Après avoir vaincu ses ennemis, ou en ouvrant certains coffres, Kratos absorbe des orbes qui lui permettent de récupérer des points de vie (orbes vertes), des points de magie (orbes bleues), ou de l'expérience (orbes rouges).

## Développement

### Membres de l'équipe
SCE Santa Monica Studio, société américaine de développement de jeux vidéo basée à Santa Monica, fondée en 1999.
- Directeur de jeu, Lead Designer : David Jaffe
- Producteur : Shannon Studstill
- Programmeur en chef : Tim Moss
- Directeurs artistiques : Terry Smith, Steve Caterson
- Coordinating Producer : Sandy Abe
- Producteurs associés : Whitney Wade, Yumi Yang
- Project Coordinator : Rita Mines
- Programmeurs : Matt Arrington, Magnus Danielsson, Thomas Miller IV, Bob Soper, Phil Wilkins
- Programmeur principal du moteur de jeu : Christer Ericson
- Conception - Level Design et scripting : Ashley A. Morgan, Todd Papy, Jo Wright
- Conception - Scenario des combats  : David Jaffe, Todd Papy
- Conception - Système de combat : Derek Daniels, Richard Foge, Eric Williams
- Conception - Caméra : Jessica Brunelle
- Conception - Level Design : Tobin A. Russell
- Conception - Scripting des sons et de la musique : Jonathan Hawkins

## Bande-son
Les thèmes principaux de la musique du jeu ont été composés par Gerard K. Marino. Plusieurs autres compositeurs ont participé à sa réalisation : Ron Fish, Winifred Phillips, Mike Reagan, Cris Velasco et Winnie Waldron. L'enregistrement de la musique a été réalisé par l'orchestre philharmonique de Los Angeles au Hollywood Bowl. La bande originale du jeu a été éditée en 2005 par Sony Computer Entertainment et diffusée exclusivement par le biais de la boutique Sony Connect.

## Novélisation
Un roman développant l'histoire du jeu, God of War, de Matthew Stover et Robert E. Vardeman, a été publié en mai 2010 par Del Rey Books, une branche de Random House, pour accompagner la sortie de God of War III.